# Tapurs
Els tapurs o tapuris (en llatí tapuri o tapurii, en grec Τάπουροι o Τάπυροι) van ser un poble que habitava en una zona extensa i van desplaçar-se al llarg dels anys des d'Armènia fins al riu Oxus, a l'Àsia central. Estrabó els situa al sud de la mar Càspia, i entre els Derbices i els Hircans, o vora els amardis i altres pobles de vora de la mar Càspia. En algunes d'aquestes localitzacions al llarg de la costa coincideix amb Quint Curci Ruf. També en parla Plini el Vell. Claudi Ptolemeu diu que eren una tribu de Mèdia, però en un altre lloc els fa habitants de Margiana. Van donar nom al Tabaristan.
El sàtrapa Autofradates de Tapuri es va sotmetre a Alexandre el Gran l'any 330 aC, que li va confirmar el govern però en va ser deposat per desobediència l'any 328 aC.